# بيانكا غونزاليس
بيانكا غونزاليس هي عارضة فلبينية، ولدت في 11 مارس 1983 في مانيلا في الفلبين.